# Antepipona darfurensis
Antepipona darfurensis är en stekelart som beskrevs av Gusenleitner 2001. Antepipona darfurensis ingår i släktet Antepipona och familjen Eumenidae. Inga underarter finns listade i Catalogue of Life.